# バーン・フォー・ユー (INXSの曲)
「バーン・フォー・ユー」（Burn for You）は、オーストラリアのロック・バンドINXSが、4枚目のアルバム『スウィング (The Swing)』に収録した楽曲。このアルバムからの3枚目のシングル曲となり、オーストラリアのチャートでは1984年8月に最高3位となって2週間その位置にあった。
この曲のライブ・バージョンは、1991年のライブ・アルバム『ライヴ・ベイビー・ライヴ (Live Baby Live)』に収録されている。

## トラックリスト
この曲は、日本やイギリスではシングル化されなかった。以下、日本語の曲名は、アルバム『スウィング』の日本盤における表記に基づいている。
7インチ・シングル
| #  | タイトル                                     | 作詞・作曲               | 時間 |
| -- | -------------------------------------------- | ------------------------ | ---- |
| 1. | 「バーン・フォー・ユー (Burn for You)」      | M. Hutchence, A. Farriss | 4:46 |
| 2. | 「ジョンソンの飛行機 (Johnson's Aeroplane)」 | A. Farris                | 4:39 |

12インチ・シングル/CDマキシ・シングル
| #  | タイトル                                                | 作詞・作曲               | 時間 |
| -- | ------------------------------------------------------- | ------------------------ | ---- |
| 1. | 「バーン・フォー・ユー (Burn for You)」(Extended remix) | M. Hutchence, A. Farriss | 6:09 |
| 2. | 「バーン・フォー・ユー (Burn for You)」(Remix)          | M. Hutchence, A. Farriss | 3:38 |
| 3. | 「メッセージ (I Send a Message)」(Extended remix)       | M. Hutchence, A. Farriss | 4:46 |

## ビデオ
ミュージック・ビデオは、リチャード・ローウェンスタインが監督し、ホームビデオのようなスタイルで、ツアー中のバンドの様子を1週間以上にわたって追ったもので、ノース・クイーンズランド（クイーンズランド州北部）のマッカイで撮影された。ハッチェンスは、ローウェンスタインが監督したハンターズ&コレクターズの「Talking to a Stranger」のビデオを見て、ローウェンスタインに連絡し、クイーンズランドに来てビデオを撮ってほしいと依頼した。この曲のビデオは、ローウェンスタインがINXSのために監督した15本のミュージック・ビデオの最初の作品となった。このビデオは、1984年のカウントダウン・音楽・ビデオ賞 (Countdown Music and Video Awards) で最優秀プロモーション・ビデオ賞を受賞し、バンドもビデオにおける最優秀グループ・パフォーマンス賞 (Best Group Performance in a Video) を受賞した。1986年4月20日には、さらに1985年のカウントダウン賞を3個獲得した。

## チャート

### 週間チャート
| チャート（1984年）                            | 最高位 |
| --------------------------------------------- | ------ |
| オーストラリア ケント・ミュージック・レポート | 3      |
| ニュージーランド レコーデッド・ミュージックNZ | 29     |

### 年間チャート
| チャート（1984年）                            | 順位 |
| --------------------------------------------- | ---- |
| オーストラリア ケント・ミュージック・レポート | 25   |